# Martyrium de Sant Eudald
El martyrium de Sant Eudald és un martyrium que està situat a la rotonda ubicada dins l'església de Santa Maria de Sorba, al nucli de Sorba (Montmajor, Berguedà) i que és la construcció més antiga del temple. El martyrium de Sorba ha estat declarat patrimoni immoble en la categoria de jaciment arqueològic. És de titularitat privada i té un ús religiós. Gaudeix de protecció legal i va ser declarat BCIN incoat el 1980. Té el número IPA-418 i té el número 6458 a la Carta Arqueològica de Catalunya, amb data del 1991.

## Descripció
Aquesta rotonda d'època visigòtica gairebé és de planta quadrada (5,25 x 5,75 m) i el seu interior és circular. Està coberta per una cúpula semi rodona de 4 m de diàmetre. Durant l'excavació del temple s'hi va trobar el paviment original sota tres paviments successius, a una profunditat de 85 cm del nivell del carrer. En els murs encara s'hi veuen restes de dues finestres adovellades. A fora es va refer el parament en dues ocasions, al segle x i al segle xviii, quan s'hi va construir la casa rectoral.
Al peu d'un altar cúbic massís hi ha la tomba del màrtir Sant Eudald. L'interior de la sepultura està sota el paviment d'opus signinum en el qual es podia obrir un òcul tapat amb una fusta plana a través de la qual es podia entrar a l'interior de la tomba per a obtenir-ne les relíquies.
Adossat a la rotonda s'hi va construir una primera nau quadrada a principis del segle vii i als segles IX-X aquesta es va allargar per l'augment de la població de la zona i es va construir una nau de l'església romànica de 13 m de llargada per 4 m d'ample que estava coberta per una volta de canó seguit de 6,65 m d'alçada. D'aquesta manera, la rotonda va esdevenir l'absis de l'església de Santa Maria, al centre de la qual hi havia la inscripció en llatí: eubaldis reliquiarum martyris xristi amen, que confirma l'evidència de les relíquies del sant.
Elisenda Vives, en un estudi antropològic, va afirmar que l'home enterrat era un individu d'uns 50 anys que feia entre 1,65 i 1,70 m d'alçada, que patia la gota i tenia músculs febles. Aquest estava enterrat en decúbit supí amb les cames estirades i els braços creuats al sota ventre i li falten els ossos del crani, la mandíbula i algunes de les seves vèrtebres, segurament a causa del trasllat de part de les relíquies a Ripoll, on és el sant patró de la ciutat.

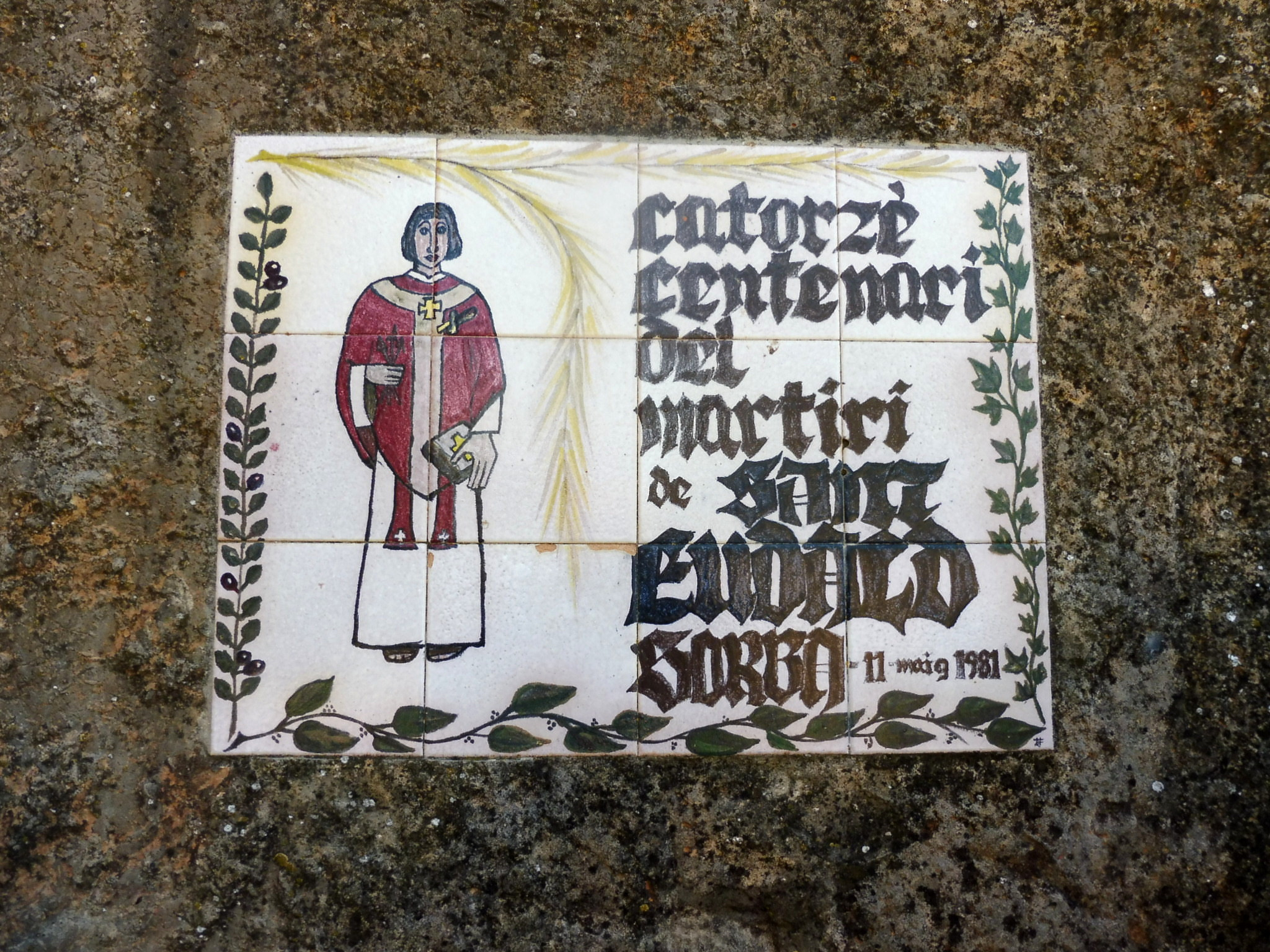
Placa commemorativa

Les excavacions dutes a terme per Manuel Riu entre 1977 i 1979 en el subsòl de la rotonda permeteren de descobrir el paviment original, d'època visigòtica, fet d'opus signium i situat sota tres paviments d'èpoques posteriors, a uns 85 cm de profunditat. Sobre aquest paviment fou trobat un altar o edicle massís, al peu del qual hom localitzà un sepulcre, que conté un esquelet d'home adult, que hom ha volgut identificar amb Sant Eudald, martiritzat pels arrians l'any 581. Això confirmaria la suposició que ens trobaríem davant una rotonda o església funerària de tradició romana, bastida amb tota probabilitat a finals del segle vi.
L'edicle al peu del qual s'estén la sepultura fou coronat posteriorment per una ara de pedra, en la qual pot llegir-se, amb una lletra que no sembla anterior al darrer terç del segle xi, la inscripció següent: Eubaldis reliquiarum mertyiris Xristi. Amen. Amb tot, l'atribució d'aquestes restes a sant Eudald no deixa de ser una mera hipòtesi, sense prou fonament històric.
A finals del segle ix on principis del segle x hom restaurà el martyrium i li afegí una primera nau, a la qual serví de capçalera, i es convertí en l'església de Santa Maria, donada pel comte Guifré juntament amb el lloc de Sorba al monestir de Ripoll l'any 888. Aquesta nau, que seria reedificada al segle xi, fou integrada posteriorment a l'església i la rectoria actuals.

## Història
Sorba és un nucli que va estar poblat des de l'època ibèrica i va esdevenir un dels principals enclavaments de l'interior de Catalunya durant l'època tardoromana i fou incorporat a la dominació Carolíngia durant l'últim terç del segle ix. A finals del segle vi, durant l'època visigòtica es va construir el martyrium de Sant Eudald sota l'antic nucli de població. El topònim de Sorba es deu al terme sub urbe. Al voltant del martyrium hi va créixer de seguida un cementiri amb tombes sarcòfags excavats a la roca i coberts amb tegulae planes i s'hi va construir edificis al costat, seguint la tradició de les rotondes sepulcrals romanes. A l'època romànica, el martyrium va esdevenir capçalera de l'església de Santa Maria.
El 888 Guifré el Pelós va donar l'església de Santa Maria de Sorba al monestir de Santa Maria de Ripoll. La tradició afirma que uns monjos de Ripoll es van endur el cap del màrtir el 978 quan es va construir una nova església a la ciutat. El temple rotonda, existent abans de la repoblació de Guifré, és una peça que segueix la tradició de les rotondes sepulcrals romanes. El culte al màrtir de Sorba, a la rotonda, fou anterior a l'època carolíngia. La dedicació de l'església a la Mare de Déu devia produir-se al darrer quart del segle ix.
El 1977 i el 1979 l'arqueòleg Manuel Riu va excavar el martyrium juntament amb l'arquitecte Albert Bastardes i el 1994 la Generalitat de Catalunya va fer que Josep Pujades i Cavalleria hi fes intervencions.